# Didier Roth-Bettoni
Pour les articles homonymes, voir Bettoni (homonymie).
 (septembre 2020).
La mise en forme du texte ne suit pas les recommandations de Wikipédia : il faut le « wikifier ».
Les points d'amélioration suivants sont les cas les plus fréquents. Le détail des points à revoir est peut-être précisé sur la page de discussion.
- Les titres sont pré-formatés par le logiciel. Ils ne sont ni en capitales, ni en gras.
- Le texte ne doit pas être écrit en capitales (les noms de famille non plus), ni en gras, ni en italique, ni en « petit »…
- Le gras n'est utilisé que pour surligner le titre de l'article dans l'introduction, une seule fois.
- L'italique est rarement utilisé : mots en langue étrangère, titres d'œuvres, noms de bateaux, etc.
- Les citations ne sont pas en italique mais en corps de texte normal. Elles sont entourées par des guillemets français : « et ».
- Les listes à puces sont à éviter, des paragraphes rédigés étant largement préférés. Les tableaux sont à réserver à la présentation de données structurées (résultats, etc.).
- Les appels de note de bas de page (petits chiffres en exposant, introduits par l'outil «  Source ») sont à placer entre la fin de phrase et le point final[comme ça].
- Les liens internes (vers d'autres articles de Wikipédia) sont à choisir avec parcimonie. Créez des liens vers des articles approfondissant le sujet. Les termes génériques sans rapport avec le sujet sont à éviter, ainsi que les répétitions de liens vers un même terme.
- Les liens externes sont à placer uniquement dans une section « Liens externes », à la fin de l'article. Ces liens sont à choisir avec parcimonie suivant les règles définies. Si un lien sert de source à l'article, son insertion dans le texte est à faire par les notes de bas de page.
- La présentation des références doit suivre les conventions bibliographiques. Il est recommandé d'utiliser les modèles {{Ouvrage}}, {{Chapitre}}, {{Article}}, {{Lien web}} et/ou {{Bibliographie}}. Le mode d'édition visuel peut mettre en forme automatiquement les références.
- Insérer une infobox (cadre d'informations à droite) n'est pas obligatoire pour parachever la mise en page.

Pour une aide détaillée, merci de consulter Aide:Wikification.
Si vous pensez que ces points ont été résolus, vous pouvez retirer ce bandeau et améliorer la mise en forme d'un autre article.
Didier Roth-Bettoni est un journaliste français, auteur, historien du cinéma LGBTQI et producteur radio né à Pontarlier le 8 mai 1967.

## Biographie

### Presse
Après des études en journalisme et communication à l'IUT de Tours, Didier Roth-Bettoni intègre la rédaction de La Revue du Cinéma en 1988, d'abord comme secrétaire de rédaction. Il commence en parallèle à y écrire des critiques de films. Lorsque La Revue du Cinéma devient Le Mensuel du Cinéma, en 1992, il devient secrétaire général de la rédaction, puis rédacteur en chef, jusqu'à la disparition du Mensuel du Cinéma en 1994.
L'année suivante, il fonde et dirige pendant quelques mois la rédaction de L'Écran, magazine de cinéma gratuit distribué dans les salles Art et essai, tout en collaborant au fil des années aux pages culturelles (cinéma, théâtre, littérature...) d'autres titres de presse : Phosphore, Notre Temps, Vidéothèque Magazine, Nous Deux, Tatouvu, Muze, L'Avant-Scène cinéma ou Première.
En 1989, il entame sa collaboration avec le magazine gratuit gay Illico dont il est le chroniqueur cinéma. Au sein de cette structure de presse gay fondée par Jacky Fougeray, il crée et dirige en 1995 le mensuel lifestyle Idol, avant de prendre la direction, de 1997 à 1999, des pages culture du magazine Ex Æequo. Il y réunit une équipe de jeunes journalistes dont Jean-Marc Lalanne, Laurent Goumarre, Sandrine Fillipetti, Anthony Bellanger, Stéphane Ly-Cuong, Valérie Caillon-Gervier, Jules Lefeuvre, Laurent Campellone, Hervé Pons, Stéphane Bouquet... À la disparition d'ExÆquo, après 28 numéros, il succède à Jean-François Laforgerie à la rédaction en chef de Illico, dont il propose une nouvelle formule. En 2007, Illico abandonne son édition papier pour devenir le site internet d'actualité e-llico.com, et Didier Roth-Bettoni quitte la société.
À partir des années suivantes et jusqu'à aujourd'hui, il écrit plus ou moins fréquemment pour de nouveaux médias LGBTQI — Hétéroclite, Yagg, Komitid, Hornet, Jock.life, Têtu… — tout en continuant à intervenir occasionnellement dans la presse cinéma (La Septième Obsession, FrenchMania…).
Il est membre de l'AJL, l'association des journalistes LGBTQI.

### Livres
En 2002, il est l'un des auteurs de l'encyclopédie Cinéma X, dirigée par Jacques Zimmer et publiée aux éditions La Musardine (réédition mise à jour en 2012) : il en rédige les chapitres consacrés au cinéma pornographique gay ainsi qu'à la production porno des années 1970.
Il entreprend alors la rédaction des 800 pages de l'ouvrage-somme L'Homosexualité au cinéma, édité en 2007 à La Musardine, qui retrace l'histoire des images des gays, des lesbiennes et des personnes trans à travers le monde depuis les débuts du cinéma, ouvrage encyclopédique qui devient une référence,. Une édition complétée et mise à jour devrait paraître en 2025.
Il publie au cours des années suivantes plusieurs livres sur les sujets liés aux représentations LGBTQI : Le Cinéma français et l'homosexualité (co-écrit avec Anne Delabre, éditions Danger Public, 2008), Différent !, le cinéma de Philippe Vallois (éditions ErosOnyx, 2016), et Les Années sida à l'écran (éditions ErosOnyx, 2017),,,,.
Passionné par l'œuvre et la figure du cinéaste et artiste queer britannique Derek Jarman, dont il est l'un des spécialistes français, il lui a dédié plusieurs travaux : en particulier, un long texte dans le catalogue du Festival Théâtre au Cinéma de Bobigny en 2008, un livre (Sebastiane, ou saint Jarman, cinéaste queer et martyr, éditions ErosOnyx, 2014), une conférence à la Cinémathèque de Toulouse (Derek Jarman, L'art-queer qui ré-homosexualise l'histoire, 2018) ainsi que plusieurs documentaires radio pour France Culture : Derek Jarman, cinéaste queer, en 2018, et Derek et Barbara, une rencontre, en 2022, dans lequel il imagine, à base d'archives et d'extraits, une rencontre entre Jarman et la cinéaste expérimentale lesbienne Barbara Hammer.
Il signe également la préface de L'ado, la folle et le pervers : Images et subversion gay au cinéma, de Marc-Jean Filaire (éditions H&O, 2008) et celle du deuxième volume de l'encyclopédie Camp !, de Pascal Françaix (Marest Éditeur, 2022). Il participe à différents ouvrages collectifs consacrés à différents aspects de la culture et de l'histoire des images LGBTQI aussi bien en France qu'à l'étranger.
Amateur de culture populaire, il en tire un certain nombre d'ouvrages consacrés au festival de Cannes, au film La Boum, aux méchants dans les romans, films et séries... Son dernier livre, en 2021, s'intéresse à Arsène Lupin, à son mythe et à ses multiples incarnations.
En 2023, les éditions La Musardine lui confient la création et la direction d'une collection de littérature érotique LGBTQI, Prismes, dont le premier titre, Midi-Minuit Sauna, de Lucien Fradin, paraît en octobre 2024.

### Festivals
Directeur artistique des éditions 2008 et 2009 du Festival de Films Gays et Lesbiens de Paris, renommé Chéries-Chéris sous son impulsion, Didier Roth-Bettoni quitte ensuite Paris pour devenir deux ans durant libraire à Auray, en Bretagne.
Depuis 2007, il donne régulièrement des conférences lors des divers festivals de cinéma LGBTQI français et internationaux. Parrain du festival Écrans Mixtes à Lyon depuis sa création, il a participé au jury d'un certain nombre de manifestations : Festival de Tours-Henri Langlois à Tours (1992), Festival du cinéma des mondes latins à Arcachon (1994), Face à Face à Saint-Étienne (2012, président du jury), Clap 89 à Sens (2013), Des Images aux Mots à Toulouse (2014), In&Out à Nice (2015), Queer Lisboa à Lisbonne (2018), Everybody's Perfect à Genève (2023), Écrans Mixtes à Lyon (2024)…

### Radio
À la suite de son livre Les années sida à l'écran, il produit pour France Culture une série de quatre documentaires pour l'émission LSD, La série documentaire. Intitulés Quand la création raconte le sida, ils sont diffusés du 9 au 12 avril 2018 et sont nommés aux Out d'Or dans la catégorie meilleur documentaire. Il signe également pour France Culture, pour l'émission Toute une vie, le portrait-documentaire Jacqueline Audry, la disparue du cinéma français (diffusé le 26 septembre 2020),. Pour l'émission L'Expérience, il signe le portrait sensible d'un jeune gay arménien mort tragiquement : Felix, love me not (2021).
Il fait partie, en 2019, de l'équipe de cinq commissaires réunie par Alain Burosse (avec Laurent Bocahut, Michèle Collery et Jean-Baptiste Erreca) pour réaliser à l'Hôtel de Ville de Paris l'exposition Champs d'amours, 100 ans de cinéma arc-en-ciel,,,,,,, première exposition au monde à retracer l'histoire des images LGBTQI au cinéma. Du 25 juin au 28 septembre 2019, cette grande exposition proposant plusieurs centaines de photos, d'affiches et de documents ainsi qu'une centaine d'extraits de films, attire plus de 50 000 visiteurs dans la Salle Saint-Jean de l'Hôtel de Ville de Paris.
Didier Roth-Bettoni apparaît en tant qu'expert dans plusieurs documentaires télé, tels que Tellement gay !, étude de la pop culture gay réalisée par Maxime Donzel pour Arte (2015), La Folle histoire des travestis, de Jérôme Bermyn et Guillaume Ada (2019) ou L'Homo invisible, de Caroline Halazy et Julie Delettre (2022), deux documentaires réalisés pour l'émission Le Doc Stupéfiant ! sur France 5.

### Ouvrages
- Didier Roth-Bettoni, L’Homosexualité au cinéma, La Musardine, 2007
- Didier Roth-Bettoni, L’Homosexualité aujourd’hui, Milan, coll. « Les Essentiels », 2008
- Didier Roth-Bettoni et Anne Delabre, Le Cinéma français et l’homosexualité, Danger Public, 2009
- Didier Roth-Bettoni, Cannes, l’album culte, Milan, 2011
- Didier Roth-Bettoni, La Boum, l’album culte, Milan, 2011
- Didier Roth-Bettoni, Les Plus Beaux baisers du cinéma, Milan, 2012
- Didier Roth-Bettoni, Les Pages noires des méchants, Milan, 2013
- Didier Roth-Bettoni, Différent !, Nous étions un seul homme et le cinéma de Philippe Vallois, ErosOnyx, 2013
- Didier Roth-Bettoni, Sebastiane, ou saint Jarman, cinéaste queer et martyr, ErosOnyx, 2014
- Didier Roth-Bettoni et Nathalie Weil, Le Grand Livre des faits divers, Hors Collection, 2015
- Didier Roth-Bettoni, Les Années sida à l’écran, ErosOnyx, 2017
- Didier Roth-Bettoni, Arsène Lupin, l'enquête pour tout savoir sur le gentleman cambrioleur, Privat, 2021

### Ouvrages collectifs / Revues / Catalogues d'expositions
- Yves Alion (dir.), 250 Cinéastes européens d’aujourd’hui, EuroPictures, 1994
- Jacques Zimmer (dir.), Cinéma X, La Musardine, 2002 (nouvelle édition mise à jour en 2012)
- Cyril Béghin (dir.), Derek Jarman-Jean Cocteau - Théâtres au cinéma, 2008
- Eric Garnier (dir.), L’Homoparentalité en France, la bataille des nouvelles familles, Thierry Marchaisse, 2012
- Anne Crémieux (dir.), Les Minorités dans le cinéma américain - CinémAction, Charles Corlet, 2012
- Arnaud Alessandrin et Brigitte Esteve-Bellebeau (dir.), Genre ! L'essentiel pour comprendre, Des ailes sur un tracteur, 2014
- Joao Ferreira (dir.), O virus-cinema : cinema queer e VIH/sida, Queer Lisboa, 2018
- Arnaud Alessandrin (dir.), Actualité des trans studies, Éditions des Archives Contemporaines, 2019 (lire en ligne)
- Christophe Triollet (dir.), Homosexualité censure & cinéma - Darkness, LettMotif, 2019
- Marc Martin, Les Tasses - toilettes publiques, affaires privées, Agua, 2019
- Festival Désir… Désirs, Un roseau sauvage, éd. Studio Cinémas, 2022
- Andrea Inzerillo (dir.), Atlante del cinema queer contemporeano, éd. Meltemi, 2023
- Estelle Pietrzyk (dir.), Aux temps du sida - Œuvres, récits et entrelacs, éd. Musées de Strasbourg, 2023

### Préfaces
- Marc-Jean Filaire (préf. Didier Roth-Bettoni), L'ado, la folle et le pervers : Images et subversion gay au cinéma, H&O, 2008.
- Pascal Françaix (préf. Didier Roth-Bettoni), Camp ! volume 2 : pop camp, comédie & film musical, Marest Editeur, 2022.

## Radio

### Producteur
- Quand la création raconte le sida - LSD, La Série Documentaire, France Culture, avril 2018 (4X56 min - réalisation Nathalie Battus)
- Derek Jarman, cinéaste queer - Une vie, une œuvre, France Culture, décembre 2018 (1X56 min - réalisation Nathalie Battus)
- Jacqueline Audry, la disparue du cinéma français - Toute une vie, France Culture, septembre 2020 (1X56 min -réalisation Marie Plaçais)
- Felix, love me not - L'Expérience, France Culture, janvier 2021 (1X56 min -réalisation Nathalie Battus)
- Derek & Barbara, une rencontre - L'Expérience, France Culture, février 2022 (1X56 min -réalisation Nathalie Battus)

## Festivals
- Directeur artistique de Chéries-Chéris, Festival de Films LGBT+++ de Paris, 2008-2009
- Co-programmateur du cycle Cinéma militant gay et lesbien, années 1970-1980, Cinémathèque de Toulouse, janvier 2018
- Programmateur du cycle Hommage à Barbara Hammer, queen of queer cinéma, Lausanne Underground Film & Music Festival, octobre 2019.
- Conseiller à la programmation du cycle Amour / sida, cinéma Cosmos, Strasbourg, novembre 2023.

## Expositions
- Co-commissaire de Champs d’amours, 100 ans de cinéma arc-en-ciel - Hôtel de Ville de Paris, juin-septembre 2019
- Membre du comité de suivi de VIH/sida : l'épidémie n'est pas finie ! - Mucem, Marseille, décembre 2021-mai 2022
- Conseiller scientifique de Aux temps du sida - Œuvres, récits et entrelacs - Musée d'Art Moderne et Contemporain, Strasbourg, octobre 2023-février 2024

## Récompenses
- 2018 : nomination au Out d'or du meilleur documentaire pour la série Quand la création raconte le sida (diffusée sur France Culture)[30]
- 2024 : Prix du Roman gay d'honneur pour l'ensemble de son œuvre[31].